# Atletisme als Jocs Olímpics d'Estiu de 1928 - llançament de javelina masculí
El llançament de javelina masculí va ser una de les proves del programa d'atletisme disputades durant els Jocs Olímpics d'Amsterdam de 1928. La prova es va disputar el 2 d'agost de 1928 i hi van prendre part 28 atletes de 18 nacions diferents.

## Medallistes
| Or                   | Plata             | Bronze           |
| Erik Lundqvist (SWE) | Béla Szepes (HUN) | Olav Sunde (NOR) |

## Rècords
Aquests eren els rècords del món i olímpic que hi havia abans de la celebració dels Jocs Olímpics de 1928.
| Rècord del Món | 69,88 m | Eino Penttilä | Viipuri (FIN) | 1 octubre 1927 |
| Rècord Olímpic | 65,78 m | Jonni Myyrä   | Anvers (BEL)  | 15 agost 1920  |

Erik Lundqvist va establir un nou rècord olímpic amb un llançament de 66,60 metres.

## Resultats
La classificació va començar a les 14 h. Els sis millors llançadors es van classificar per a la final. La final es va celebrar el mateix dia i va començar cap a les 16.30 h.
| Pos. | Atleta                 | Nació         | Classificació | Classificació | Classificació | Classificació | Final               | Final               | Final               | Final               |
| Pos. | Atleta                 | Nació         | #1            | #2            | #3            | Resultat      | #4                  | #5                  | #6                  | Resultat            |
| ---- | ---------------------- | ------------- | ------------- | ------------- | ------------- | ------------- | ------------------- | ------------------- | ------------------- | ------------------- |
| 1    | Erik Lundqvist         | Suècia        | 66.60 RO      | 58 (~)        | 60.5 (~)      | 66.60         | 61 (~)              | 61.58               | 54 (~)              | 66.60               |
| 2    | Béla Szepes            | Hongria       | 62.5 (~)      | 65.26         | 56 (~)        | 65.26         | X                   | 62.50               | 54 (~)              | 65.26               |
| 3    | Olav Sunde             | Noruega       | 62.5 (~)      | 63.97         | 63.8 (~)      | 63.97         | X                   | 59.50               | 55 (~)              | 63.97               |
| 4    | Paavo Liettu           | Finlàndia     | 62 (~)        | 63.86         | 63.7 (~)      | 63.86         | 55 (~)              | 61 (~)              | 63.76               | 63.86               |
| 5    | Bruno Schlokat         | Alemanya      | 58 (~)        | 62 (~)        | 63.40         | 63.40         | 60 (~)              | 57.5 (~)            | 63.26               | 63.40               |
| 6    | Eino Penttilä          | Finlàndia     | 56 (~)        | 63.20         | 62 (~)        | 63.20         | 58.35               | 56 (~)              | X                   | 63.20               |
| 7    | Stan Lay               | Nova Zelanda  | 60.5 (~)      | 62.89         | 56 (~)        | 62.89         | no passa a la final | no passa a la final | no passa a la final | no passa a la final |
| 8    | Johan Meimer           | Estònia       | 58 (~)        | 61.46         | X             | 61.46         | no passa a la final | no passa a la final | no passa a la final | no passa a la final |
| 9    | Albert Lamppu          | Finlàndia     | 58.5 (~)      | 56 (~)        | 61.45         | 61.45         | no passa a la final | no passa a la final | no passa a la final | no passa a la final |
| 10   | Arthur Sager           | Estats Units  | 60.50         | 58 (~)        | 58 (~)        | 60.50         | no passa a la final | no passa a la final | no passa a la final | no passa a la final |
| 11   | Erich Stoschek         | Alemanya      | 59.86         | ?             | ?             | 59.86         | no passa a la final | no passa a la final | no passa a la final | no passa a la final |
| 12   | Doral Pilling          | Canadà        | 59.16         | 59.16         | 59.16         | 59.16         | no passa a la final | no passa a la final | no passa a la final | no passa a la final |
| 13   | Kosaku Sumiyoshi       | Japó          | 58 (~)        | 59.05         | ?             | 59.05         | no passa a la final | no passa a la final | no passa a la final | no passa a la final |
| 14   | Gunnar Lindström       | Suècia        | X             | 58 (~)        | 58.69         | 58.69         | no passa a la final | no passa a la final | no passa a la final | no passa a la final |
| 15   | Vilho Rinne            | Finlàndia     | 55 (~)        | 58.04         | 57 (~)        | 58.04         | no passa a la final | no passa a la final | no passa a la final | no passa a la final |
| 16   | Lee Bartlett           | Estats Units  | X             | 56 (~)        | 57.57         | 57.57         | no passa a la final | no passa a la final | no passa a la final | no passa a la final |
| 17   | Creth Hines            | Estats Units  | 56 (~)        | X             | 57.17         | 57.17         | no passa a la final | no passa a la final | no passa a la final | no passa a la final |
| 18   | Jules Herremans        | Bèlgica       | 56.33         | 56.33         | 56.33         | 56.33         | no passa a la final | no passa a la final | no passa a la final | no passa a la final |
| 19   | Charles Harlow         | Estats Units  | 55.85         | 55.85         | 55.85         | 55.85         | no passa a la final | no passa a la final | no passa a la final | no passa a la final |
| 20   | Georgios Zakharopoulos | Grècia        | 55.50         | 55.50         | 55.50         | 55.50         | no passa a la final | no passa a la final | no passa a la final | no passa a la final |
| 21   | George Weightman-Smith | Sud-àfrica    | 54.37         | 54.37         | 54.37         | 54.37         | no passa a la final | no passa a la final | no passa a la final | no passa a la final |
| 22   | Gaston Étienne         | Bèlgica       | 54.34         | 54.34         | 54.34         | 54.34         | no passa a la final | no passa a la final | no passa a la final | no passa a la final |
| 23   | Vilim Messner          | Iugoslàvia    | 53.70         | 53.70         | 53.70         | 53.70         | no passa a la final | no passa a la final | no passa a la final | no passa a la final |
| 24   | Emmanuel Degland       | França        | 52.82         | 52.82         | 52.82         | 52.82         | no passa a la final | no passa a la final | no passa a la final | no passa a la final |
| 25   | Jaap Knol              | Països Baixos | 52.68         | 52.68         | 52.68         | 52.68         | no passa a la final | no passa a la final | no passa a la final | no passa a la final |
| 26   | Viktoras Ražaitis      | Lituània      | 51.16         | 51.16         | 51.16         | 51.16         | no passa a la final | no passa a la final | no passa a la final | no passa a la final |
| 27   | Otto Rottman           | Romania       | 50.93         | 50.93         | 50.93         | 50.93         | no passa a la final | no passa a la final | no passa a la final | no passa a la final |
| 28   | Joop van der Leij      | Països Baixos | 46 (~)        | 47.73         | ?             | 47.73         | no passa a la final | no passa a la final | no passa a la final | no passa a la final |